# Gawriił Lejtejzen
Gawriił Dawidowicz Lejtejzen (ros. Гавриил Давидович (Давыдович) Лейтейзен; ur. 9 listopada 1874 w Orle, zm. 20 stycznia 1919 k. stanicy Ozinki na Kolei Uralsko-Riazańskiej) – rosyjski rewolucjonista, komunista.
Ukończył studia medyczne, w latach 1903–1916 należał do SDPRR, przez pewien czas na emigracji, od 1 czerwca 1907 zastępca członka KC SDPRR, członek Rosyjskiego Biura KC SDPRR, w 1907 aresztowany i zesłany do Tuły. Prowadził działalność agitacyjno-propagandową i organizacyjną w Tule, w latach 1916–1918 służył w rosyjskiej armii jako lekarz wojskowy na froncie I wojny światowej. Od początku 1918 członek SDPRR (internacjonalistów), następnie SDPRR(b), członek Kolegium Ludowego Komisariatu Pracy RFSRR, od sierpnia 1918 członek Rady Wojskowo-Rewolucyjnej 4 Armii. Zginął w walce. Pochowany na Cmentarzu Nowodziewiczym.